# Doc (série télévisée)
Pour les articles homonymes, voir Doc.
Doc est une série télévisée américaine en 88 épisodes de 42 minutes, créée par Dave Alan Johnson et Gary R. Johnson et diffusée entre le 11 mars 2001 et le 28 novembre 2004 sur le réseau Pax.
Au Québec, la série a été diffusée à partir du 30 août 2003 sur Séries+, et en Suisse sur TSR1. Elle reste inédite dans les autres pays francophones.

## Synopsis
Le médecin Clint Cassidy quitte, par amour, son Montana natal pour aller vivre à New York. Le docteur, à l'allure de cow-boy, y découvre alors le désordre de cet État. Sachant s'attirer la sympathie des gens qu'il aide, il décide de rester pour travailler dans une clinique (Westbury) où travaillent des professionnels hauts en couleur, tout en prenant le temps d'écrire à son « mentor » et père adoptif dans le Montana.

## Distribution

### Acteurs principaux
- Billy Ray Cyrus : Dr Clint « Doc » Cassidy
- Richard Leacock: Agent Nate Jackson (policier, voisin et ami de Clint)
- Derek McGrath (en) : Dr Derek Hebert
- Ron Lea : Dr Oliver Crane
- Andrea C. Robinson : Infirmière Nancy Nichol
- Ruth Marshall : Donna Dewitt (patrone) (87 épisodes)
- Tyler Posey : Raul Garcia Tyler (jeune orphelin) (86 épisodes)
- Tracy Shreve : Beverly Jackson (femme de Nate Jackson) (86 épisodes)
- Paula Boudreau : Tippy Williams (réceptionniste) (81 épisodes)

### Acteurs récurrents et invités
- Neil Dainard : Dr Harley Johanson (alias Doc) (23 épisodes)
- Billy Otis : Junior (12 épisodes)
- Taylor Abrahamse (en) : Elliot (12 épisodes)
- Kenny Robinson (en) : Jelly Bean (11 épisodes)
- John Posey : Donny (saisons 1 à 4, 4 épisodes)
- Demetrius Joyette : Justin (saisons 2 à 5, 25 épisodes)
- Kevin Jubinville (en) : Capitaine/Major Stephen Doss (saisons 2 à 5, 19 épisodes)
- Linda Kash (en) : Nellie Hebert (saisons 2 à 5, 14 épisodes)
- Noah Cyrus (fille de Billy Ray Cyrus) : Grace Herbert (saisons 3 à 5, 9 épisodes)
- Morgan Brittany : Dr Hall (saison 2 épisode 9 + saison 5 épisode 2)

## Épisodes

### Première saison (2001)
1. Un cowboy à New York (1/2) (Pilot: Part 1)
2. Un cowboy à New York (2/2) (Pilot: Part 2)
3. Adoption à rebondissement (Family Matters)
4. Suspension (All in a Day's Work)
5. Sacrée expérience (You Gotta Have Heart)
6. Le Bal de la promo (The Ride)
7. Captain Supremo (Captain Supremo: Have Tights, Will Travel)
8. L'Art à l'hôpital (The Art of Medicine)
9. Le Prix de la santé (You Say Goodbye, I Say Hello)
10. Amour, argent et country-music (Love or Money)
11. La Gloire à tout prix (Face in the Mirror)

### Deuxième saison (2001-2002)
1. Un médecin dans la mafia (Blind Alley)
2. Secrets (I've Got a Secret)
3. Second avis (Second Opinion)
4. Le cœur a ses raisons (Home Is Where the Heart Is)
5. L'Appât du gain (Easy Money)
6. Une belle arnaque (Garbage In, Garbage Out)
7. La Donation (First Impressions)
8. Mariage noir (No Time Like the Present)
9. Souvenirs de guerre (1/2) (Some Gave All: Part 1)
10. Souvenirs de guerre (2/2) (Some Gave All: Part 2)
11. La Reine des gitans (Gypsies, Janitors and Thieves)
12. Miracles de Noël (Tis the Season)
13. Le Grand Tournoi (All in the Family)
14. Une voix d'ange (Busy Man)
15. Retour de flammes (My Boyfriend's Back)
16. Le Génie de l'informatique (Fearless)
17. Dépendance (Queen of Denial)
18. Le Candidat idéal (Citizen Crane)
19. Rêve commun (Love of the Game)
20. Le Fugitif (Karate Kid)
21. La Star de la pub (The Commercial)
22. La Fugue (My Secret Identity)
23. Je t'aime maman (Time Flies)
24. Complications (Complicated)

### Troisième saison (2002-2003)
1. Première expérience (Full Disclosure)
2. Le Faux patient (On Pins and Needles)
3. Le Cafard du Dr Crane (Stroke of Luck)
4. Le Bal de charité (Sea No Evil)
5. Personne (Nobody)
6. Question de sécurité (Full Moon Rising)
7. Le Prix d'un miracle (The Price of a Miracle)
8. Le Faux Clint Cassidy (Second Time Around)
9. Heureuse nouvelle (The Producers)
10. Usurpation (Man's Best Friend)
11. Un vieil ami (A Clear and Present Danger)
12. Violence conjugale (Don't Ask, Don't Tell)
13. Les Anges en attente (Angels in Waiting)
14. Fausse alerte (Lost and Found)
15. Bienvenue à New York - partie 1 (Welcome to New York: Part 1)
16. Bienvenue à New York - partie 2 (Welcome to New York: Part 2)
17. Plagiat (Smoke Gets in Your Eyes)
18. Capitaine Tippy (Safety First)
19. L'As du volant (The Checkered Flag)
20. Le Don d'un père (Evaluate This)
21. Amour et promotion (While You Were Snoring)
22. La Roue de fortune (And Baby Makes Four)

### Quatrième saison (2003-2004)
1. Contre-attaque (Westbury: The Final Conflict)
2. Les Risques du métier (The Way We Were)
3. Baptêmes en tous genres (The Candidate)
4. À chacun son poison (Pick Your Poison)
5. Opération proposition d'engagement (Rules of Engagement)
6. Lettres d'amour (Men in Tights)
7. La Maison de la vie (Donnys' Millions)
8. Petits boulots, gros soucis (Swing Shift)
9. Souffrance ou tricherie (No Pain, No Gain)
10. Le Cowboy et le milliardaire (Who Wants to Be a Millionaire)
11. Arnaque (Modelrageous)
12. Le Mentor de la mafia (Arsenic and Old Spice)
13. Retrouvailles (Leader of the Band)
14. Pour l'amour d'Emma (Till Death Do Us Part)
15. À la pointe du jour (Searching for Bonnie Fisher)
16. Le Voile (Wedding Bell Blues)
17. Nouvelle recrue (Daddy Dearest)
18. Ré-éducation (Breaking Away)
19. Voix au chapitre (Eminent Domain)
20. L'Affaire du siècle (The Great Wall)
21. Deux bébés sinon rien (Choices of the Heart)
22. Stratégie amoureuse (He Loves Me, He Loves Me Not)

### Cinquième saison (2004)
1. Vive les mariés (Get Me to Church on Time)
2. Réveil (Wake Up Call)
3. Avenir sombre (Blindsided)
4. Une star est née (Lights Camera Medicine)
5. L'Homme de la situation (Nip, Tuck and Die)
6. Généalogie (The Family Tree)
7. Le Ventriloque (The Last Ride)
8. Traumatisme (Happy Trails)
9. Chaque fin est un nouveau départ (Till We Meet Again)

## Commentaires
Cette série, fortement chrétienne, met en vedette le chanteur country Billy Ray Cyrus qui est par ailleurs l'auteur de la chanson thème.
L'acteur Ron Lea, jouant Oliver Crane, un docteur imbu de lui-même, est aussi réalisateur de la série.
Miley Cyrus, fille de Billy Ray Cyrus, est apparue trois fois dans la série, sous le nom de Destiny Hope, alors que son autre fille Noah Cyrus est apparue dans six épisodes à l'âge de 4 ans.
La série a été tournée à Toronto, Ontario, au Canada.